# Ватарай (Міє)

Ватара́й (яп. 度会町, わたらいちょう, МФА: [wataɾai̯ t͡ɕoː]?) — містечко в Японії, в повіті Ватарай префектури Міє. Розташоване в північній частині префектури, на березі річки Мія. Отримало статус містечка 1968 року. Площа становить 134,97 км². Станом на 1 серпня 2011 року населення складало 8655  осіб, густота населення — 64,1 осіб/км².   